# 장원공령제
장원공령제(일본어: 荘園公領制 쇼엔코료세이[*])란 일본 중세의 장원과 공령을 바탕으로 한 중층적 토지지배구조를 말한다. 장원은 기진지계 장원에서 유래했고, 공령은 국아령에서 유래했다. 장원공령제라는 명칭 자체는 역사학자 아미노 요시히코가 제창한 학설에 근거한다.
장원공령제는 11세기 중후기부터 12세기 초기에 걸쳐 성립되었고, 원정시대를 통해 발전하여 가마쿠라 시대를 전후로 전성기를 맞이했다. 그러나 가마쿠라 시대부터 지두계급이 등장해 장원공령제를 침식하기 시작했고, 무로마치 시대에는 수호에 의해 잠식되었다. 무사계급이 진출함에 따라 아예 해체되기 시작하여 전국시대 무렵이 되면 거의 유명무실해졌다. 최종적으로는 도요토미 정권의 태합검지로 완전히 소멸되었다.